# Heinz Steinmann
Heinz Steinmann (Essen, Alemania nazi; 1 de febrero de 1938 – Achim, Alemania; 21 de marzo de 2023) fue un futbolista de Alemania que jugó en la posición de defensa.

## Carrera

### Club
| Periodo   | Club               | Apariciones | Goles |
| --------- | ------------------ | ----------- | ----- |
| 1956–1963 | Schwarz-Weiß Essen | 110         | 2     |
| 1963–1964 | 1. FC Saarbrücken  | 30          | 1     |
| 1964–1970 | SV Werder Bremen   | 184         | 4     |

### Selección nacional
Jugó para Alemania Federal en tres ocasiones de 1962 a 1965 y anotó un gol, el cual fue en un empate 2-2 ante Francia en un partido amistoso en 1962.

## Logros
- Bundesliga: 1964–65[3]
- DFB-Pokal: 1958–59[3]